# Пуцентела Мирослав Степанович
Миросла́в Степа́нович Пуценте́ла (* 23 березня 1953, село Вересневе, нині Босири Чортківського району Тернопільської області) — український скрипковий майстер. Заслужений діяч мистецтв України (2008).

## Біографія
Закінчив у 1968 р. Чортківські 8-річну та музичну школи, з 1968 до 1972 року навчався в Тернопільському музичному училищі по класу скрипки в Буртняк Надії Миколаївни.
В 1973—1978 рр. навчався у Львівській консерваторії ім. М. В. Лисенка по класу альта. У 1977—1998 рр. працював викладачем по класу скрипки та альта в Дрогобицькому музичному училищі.
У 1978 році створив студентсько-викладацький камерний оркестр, який з часом перетворився в «Оркестр української класичної та фольклорної музики» — до 2001го року оркестр з великим успіхом гастролював Україною та країнами Західної Європи: Польщею, Німеччиною, Англією, Австрією, Італією, а також неодноразово брав участь у Міжнародних музичних фестивалях Англії, Італії, Польщі та ін. Оркестр має три аудіо-записи виконані англійською студією звукозапису «Claudio Records».
Оркестр тричі ставав Лауреатом всеукраїнських конкурсів колективів музичних закладів України.
Брав участь у концерті присвяченому працівникам міжнародного дипломатичного Корпусу Миру.
Великий успіх оркестру приніс концерт в співпраці з Заслуженою Хоровою Капелою «Трембіта»: Дж. Перголезі «Stabat Mater».
У концерті Антоніо Вівальді «Пори року» сол. О Трунко було застосовано новий візуальний метод сприйняття музики (під час виконання демонструвалися слайди, які відображали характер, стиль та концепцію музичного твору), це мало великий успіх у гастрольному турне Республікою Польща, а також і в Україні.
В 1999—2001 рр. навчався в Міжнародному інституті ім. А. Страдіварі в м. Кремона (Італія) у знаменитих маестро Вінченцо Біссолотті, Анжело Сперцага та всесвітньо відомого основоположника сучасної Кремонської скрипкової школи Джіо Батта Морассі.
У 2001—2002 рр. навчався в Регіональному Ломбардійському інституті смичкових майстрів.
Після повернення в Україну разом із дружиною та сином створив лабораторію «Putsentelas Violin Studio», де продовжує розвивати та вдосконалювати свою теорію моделювання-конструювання скрипок, альтів і віолончелей у стилі Кремонської школи.
У 2007 році став Лауреатом ІІ премії та був відзначений спеціальним призом «За найкращі звукові якості інструмента» V Міжнародного конкурсу скрипкових майстрів ім. П. І. Чайковського (Москва).
У 2008 році Мирославові Пуцентелі присвоєно звання «Заслуженого діяча мистецтв України» у сфері скрипкобудування, за значні досягнення цього мистецтва.
З 2001 року член Міжнародної групи асоціації італійських майстрів.
Займаюється скрипкобудуванням з 1982 року. Створив понад 300 інструментів, у тому числі 20 віолончелей.

## Вихованці майстра
Мирослав Степанович виховав 27 студентів-випускників, які продовжили своє навчання у вищих музичних навчальних закладах України:
- Федоришин В. І. — вип., Київської музичної національної академії — професор, заслужений діяч мистецтв України, заслужений працівник культури м. Київ;
- Гудим'як Л. В. — вип., Львівської музичної академії, професор Брайтонського університету (Велика Британія);
- Паращак В. М. — викл., Пенсільванського музичного коледжу (Філадельфія, США);
- Крушельницький В. І. — вип., Львівської музичної академії, соліст та концертмейстер камерного оркестру (Іспанія);
- Лаврись І. І. — вип., Львівської музичної академії, артист Національного театру ім. М. Заньковецької (Львів).
- Мельник І. — вип., Київської музичної національної академії, артист оркестру «Театру Юного глядача».

## Творчість
Великий успіх мали концерти присвячені творам композиторів- класиків: вечір подвійних фортепіанних концертів з оркестром Й.С .Баха, c-moll, C-Dur, c-moll.

### Концерт до 300-річного ювілею Й.С.Баха
- Сюїта h-moll для камерного оркестру з солюючою флейтою, соліст Я. Соляр;
- Концерт для двох скрипок з оркестром d-moll, солісти О. Максимова, О. Околович;
- 5-синфоній для скрипки альта та віолончелі, сол. І. Турканек, М. Пуцентела, Н. Пуцентела;
- Концерт для фортепіано з оркестром D-Dur, сол. М. Кіселевич;

### Концерт-лекція з творів Й. Гайдна
- «Прощальна симфонія», fis-moll (при свічках)
- Концерт для фортепіано з оркестром, сол. М. Кісилевич.
- «Анданте» для скрипки з оркестром, сол. І. Турканек, аранж. М. Пуцентела.

### Вечір присвячений творчості В.А.Моцарта
- Концерт для флейти з оркестром, сол. Я. Соляр;
- «Дивертисмент» для скрипки та альта з оркестром, сол. І. Турканек, М. Пуцентела;
- «Симфонієтта»

### Інші програми
- Концерт оркестру в м. Дрогобич, кошти з якого були переведені у Міжнародний Фонд Миру.
- 1988 рік — гастрольне турне-зусртрічі з молоддю Республіки Польща.
- Жовтень 1992 рік — гастрольне турне на півдні Великої Британії.
- 1993 рік — гастролі південною Великою Британією та в Лондоні.
- 1994 рік — гастролі містами Брайтон, Хейстінгс, участь в міжнародному фестивалі м. Бексхіл, Велика Британія.
- 1996 рік — участь у Міжнародному Фестивалі класичної музики м. Люіс та Міжнародному Фестивалі м. Брайтон, Велика Британія та м. Гамбург, Німеччина. В тому ж році брав участь у великому концерт-пам'яті жертв Чорнобильської катастрофи (твір Ю. Сідоряка «Ремінісценція»).
- В 1997 році участь у Міжнародному Фестивалі «Riva del Garda» (Італія).
- 1998 рік — гастрольне турне на півдні Італії (Рим, Неаполь, Салерно та ін.).
- 1999 рік — відбувся концерт оркестру у Відні. Австрія та північ Італії (Кремона, Мілан, Венеція).
- 2001 рік — гастрольне турне північною Італією (Соспіро, Кремона, Кастельмаджоре, Флоренція та Рим).

Починаючи з 1994 року всі концерти відбувалися у двох відділах: перший складався з творів українських та європейських композиторів-класиків; у другому відділі виконувалась традиційна українська фольклорна музика. У зв'язку з тим, що музиканти у першому відділі виконували твори композиторів-класиків, а в другому — народну музику, доводилося робити свої аранжування для адаптації музичного тексту для наявних музичних інструментів оркестру.

## Аранжування
- «Свято в Карпатах»;
- «Українська полька» В. Попадюк;
- «В'язанка українських пісень» В. Попадюк;
- «Полька піццікато»;
- «Народні мелодії»;
- «Жайворонок» Х. Дініку;
- «Полька цимбал» Є. Балог;
- «Намисто» В. Польовий;
- «Ой я знаю, що гріх маю» А. Кос-Анатольський;
- «Хлопці кучеряві» Є. Балог;
- «Колискова» І. Турканек;
- «Умираю, моя мамо» нар. пісня;
- «Очка мої сивенькії» нар. пісня;
- Балада про трьох січових стрільців — «Ой у полі» О. Бобикевич (Подарована професором М. Поврозником, членом Лондонської спілки українців в Британії).

## Деякі власники інструментів
Інструменти одержали високу оцінку вищеперелічених музикантів, а також провідних музикантів Італії, Швейцарії, Франції, Португалії, Мексики, США, Японії, Німеччини, Данії, Кореї, Москви, Києва, Львова, Івано-Франківська, Тернополя та ін.
- Олег Криса, професор, лауреат Міжнародного Конкурсу ім. П. І. Чайковського — скрипка;
- Матіас Вайцнер, професор Паризької консерваторії — скрипка;
- Бурко Андрій, артист оркестру швейцарсько-італійського радіо м. Лугано — альт;
- Бурко Дезі, артистка Бернської опери — скрипка;
- Федюк Назар, лауреат багатьох міжнародних конкурсів — скрипка;
- Кулаков Сергій, соліст Київського театру опери та балету — альт;
- Лаврова Тетяна, артистка Київського театру опери та балету — віолончель;
- Пуржиш Анастсія, дипломант Всеукраїнського конкурсу — альт;
- Полуденний Артем, дипломант міжнародних конкурсів камерних ансамблів — Віолончель;
- Полуденна Марія, солістка камерного оркестру «Камерата», м. Київ — скрипка;
- Погосєв Валерій, концертмейстер групи альтів камерного оркестру «Камерата» м. Київ — альт;
- Гулей Олена, дипломант Міжнародних Конкурсів — віолончель;
- Мигаль Ярослав, керівник та концертмейстер Муніципального оркестру «Леополіс» — віолончель;
- Мигаль Людмила, артист Муніципального оркестру «Леополіс» — віолончель;
- Сорока Соломія, професор університету Анн Арвор, штат Мічиган — скрипка;
- Паращак В. М., викладач Пенсільванського музичного коледжу Філадельфія, США — альт;
- Бочковський Володимир, артист симфонічного оркестру м. Копенгаген — альт;
- Грицюк Орест, професор музичного коледжу Португалії, виконавець — віолончель;
- Заранський В. І., професор Львівської музичної академії — скрипка;
- Турянський Тарас, артист Ів.-Франківського академічного камерного оркестру «HARMONIA NOBILE»  — віолончель;
- Банашек Володимир, концертмейстер групи віолончелей Ів.-Франківського академічного камерного оркестру «HARMONIA NOBILE»  — віолончель;
- Андрієвський Ігор, викладач Київської національної академії — скрипка